# Kościół Świętego Krzyża w Istebnej
Kościół Świętego Krzyża w Istebnej – zabytkowy kościół katolicki znajdujący się w osiedlu Kubalonka w Istebnej. Położony nieco poniżej siodła przełęczy Kubalonka, po jej południowej stronie, tuż ponad drogą z Wisły do Istebnej. Jest kościołem parafialnym parafii Podwyższenia Krzyża Świętego w Kubalonce.
Kościół znajduje się na Szlaku Architektury Drewnianej województwa śląskiego w pętli beskidzkiej.

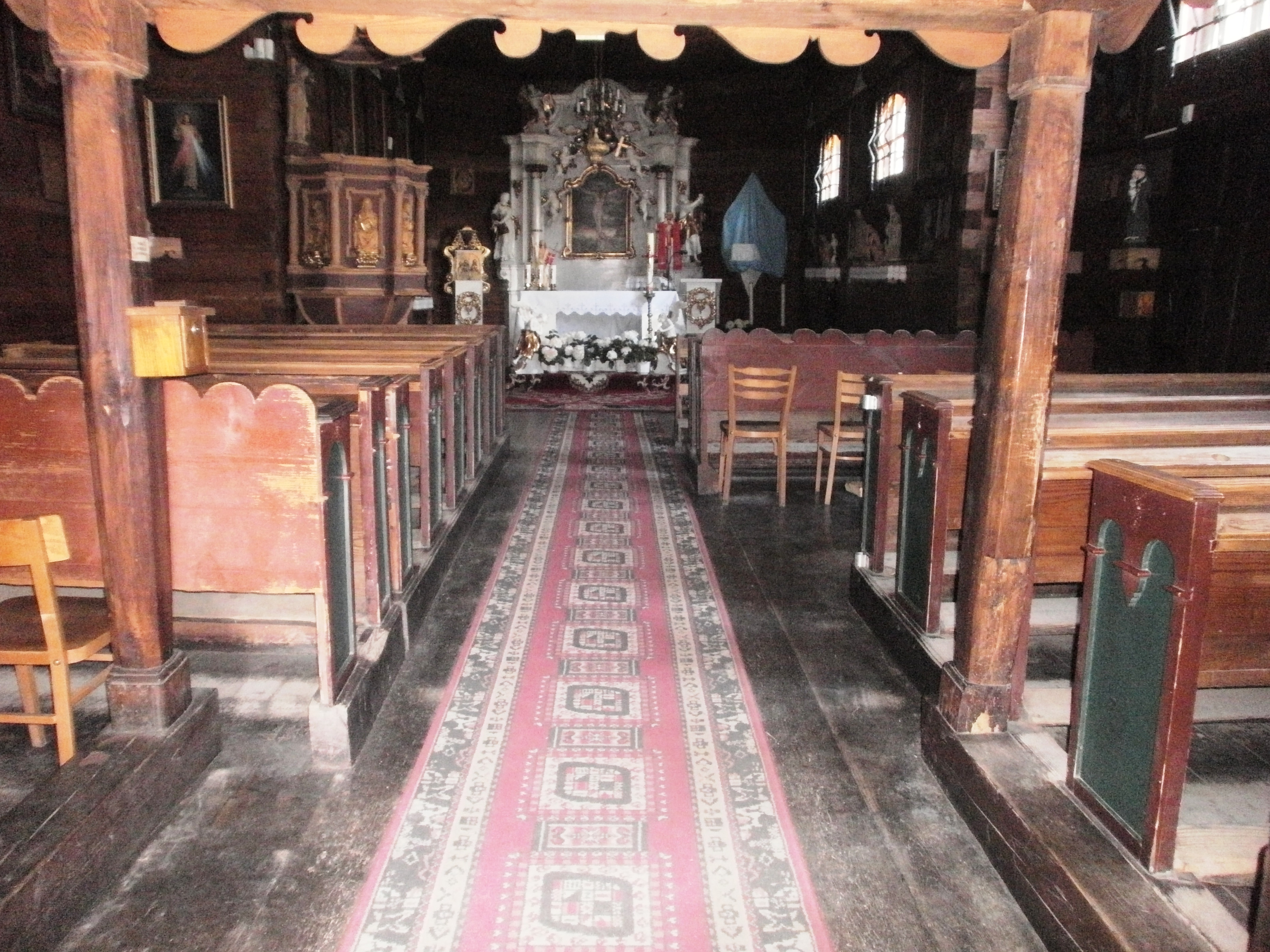
Wnętrze świątyni

Kościół został wybudowany w 1779 r. dla parafii w Przyszowicach koło Gliwic, gdzie pełnił funkcję kościoła przycmentarnego. W czasie działań wojennych w styczniu 1945 r. kościółek został zniszczony pociskami artyleryjskimi. Rozbity został cały dach, zniszczona nawa główna razem z wieżą. Zniszczeniu uległa też polichromia. Kościół został odbudowany staraniem wiernych w latach 1947–1949.
Pismem z dnia 7 sierpnia 1957 r. Kuria Diecezjalna w Katowicach poleciła przekazać bezpłatnie kościółek św. Krzyża parafii Istebna. Jesienią tegoż roku został on rozebrany i jeszcze przed zimą ponownie złożony na Kubalonce. Kościółek oddano do użytku w 1958 r. Władze komunistyczne nie pozwoliły na jego pełne wykorzystanie do celów liturgicznych. Do 1967 r. obiekt pełnił funkcję placówki muzealnej, mieszczącej ekspozycję sztuki sakralnej z terenów Górnego Śląska. W 1971 r. ustanowiono przy nim rektorat, a od 1983 r. jest kościołem parafialnym.
Drewniany, konstrukcji zrębowej, jednonawowy, bezwieżowy, z prezbiterium zwróconym w kierunku północnym. Nakryty dwuspadowym dachem gontowym z wydatnymi okapami, łączącymi się od frontu z drewnianym ogrodzeniem. Kruchta od frontu nawy, kryta skośnym dachem. Na kalenicy barokowa wieżyczka na sygnaturkę. Wyposażenie barokowe z XVII i XVIII wieku. Ołtarz główny barokowy z 1779 r., starsza ambona barokowa z 1697 r. z płaskorzeźbami, przedstawiającymi czterech Ewangelistów. Zachowane ławki z k. XVII w. Stacje Drogi Krzyżowej z XIX w. W latach 1988 i 2001 padł ofiarą włamań, podczas których skradziono szereg elementów wyposażenia.